# Lijst van voetbalinterlands Sri Lanka - Taiwan
Deze lijst van voetbalinterlands is een overzicht van alle officiële voetbalwedstrijden tussen de nationale teams van Sri Lanka en Taiwan (Chinees Taipei). De landen hebben tot op heden vijf keer tegen elkaar gespeeld. De eerste ontmoeting, een kwalificatiewedstrijd voor de Azië Cup 2004, werd gespeeld in Colombo op 25 maart 2003. Het laatste duel, een kwalificatiewedstrijd voor de Azië Cup 2027, vond plaats op 10 juni 2025 in Colombo.

## Wedstrijden
| № | Plaats     | Datum         | Competitie                          | Wedstrijd                  | Uitslag |
| - | ---------- | ------------- | ----------------------------------- | -------------------------- | ------- |
| 1 | Colombo    | 25 maart 2003 | Azië Cup 2004 kwalificatie          | Sri Lanka − Chinees Taipei | 2 − 1   |
| 2 | Chittagong | 8 april 2006  | AFC Challenge Cup 2006              | Sri Lanka − Chinees Taipei | 3 − 0   |
| 3 | Taipei     | 6 april 2008  | AFC Challenge Cup 2008 kwalificatie | Chinees Taipei − Sri Lanka | 2 − 2   |
| 4 | Colombo    | 6 april 2009  | AFC Challenge Cup 2010 kwalificatie | Sri Lanka − Chinees Taipei | 2 − 1   |
| 5 | Colombo    | 10 juni 2025  | Azië Cup 2027 kwalificatie          | Sri Lanka − Chinees Taipei | 3 − 1   |

## Samenvatting
| Competitie                     | Totaal gespeeld | Winst Sri Lanka | Gelijk | Winst Chinees Taipei | Doelsaldo Sri Lanka – Chinees Taipei |
| ------------------------------ | --------------- | --------------- | ------ | -------------------- | ------------------------------------ |
| Azië Cup-kwalificatie          | 2               | 2               | 0      | 0                    | 5 − 2                                |
| AFC Challenge Cup              | 1               | 1               | 0      | 0                    | 3 − 0                                |
| AFC Challenge Cup-kwalificatie | 2               | 1               | 1      | 0                    | 4 − 3                                |
| Totaal                         | 5               | 4               | 1      | 0                    | 12 − 5                               |

FSL ·
A-internationals ·
Sri Lankaans vrouwenelftal
Afghanistan ·
Bahrein ·
Bangladesh ·
Bhutan ·
Brunei ·
Cambodja ·
China ·
DDR ·
Filipijnen ·
Guam ·
Hongkong ·
India ·
Indonesië ·
Irak ·
Iran ·
Japan ·
Jemen ·
Jordanië ·
Kirgizië ·
Laos ·
Libanon ·
Macau ·
Malediven ·
Maleisië ·
Mongolië ·
Myanmar ·
Nepal ·
Noord-Korea ·
Oezbekistan ·
Oman ·
Pakistan ·
Palestina ·
Papoea-Nieuw-Guinea ·
Qatar ·
Saoedi-Arabië ·
Seychellen ·
Singapore ·
Soedan ·
Syrië ·
Tadzjikistan ·
Taiwan ·
Thailand ·
Turkmenistan ·
Verenigde Arabische Emiraten ·
Vietnam ·
Zuid-Korea
CTFA ·
Bondscoaches ·
vrouwenvoetbalelftal ·
Topscorers
Afghanistan ·
Australië ·
Bahrein ·
Bangladesh ·
Brunei ·
Cambodja ·
Fiji ·
Filipijnen ·
Grenada ·
Guam ·
Hongkong ·
India ·
Indonesië ·
Irak ·
Iran ·
Israël ·
Japan ·
Jordanië ·
Kenia ·
Kirgizië ·
Koeweit ·
Laos ·
Macau ·
Maleisië ·
Mongolië ·
Myanmar ·
Nepal ·
Nieuw-Zeeland ·
Noord-Korea ·
Oezbekistan ·
Oman ·
Oost-Timor ·
Pakistan ·
Palestina ·
Panama ·
Saint Kitts en Nevis ·
Salomonseilanden ·
Saoedi-Arabië ·
Singapore ·
Sri Lanka ·
Syrië ·
Thailand ·
Trinidad en Tobago ·
Turkmenistan ·
Vietnam ·
Zuid-Korea ·
Zuid-Vietnam